# غافريل ساريتشيف
غافريل ساريتشيف (بالروسية: Сарычев, Гавриил Андреевич) ‏(1763 – 1831) ملاح وماسح بحري وأدميرال روسي.

## حياته
كما كان عضوا شرفيا في الأكاديمية الروسية للعلوم 1809 التي يقع مقرها في سانت بطرسبرغ.
بدأ مسيرته في البحرية الإمبراطورية الروسية في عام 1775. شارك في الحملة التي رعتها الإمبراطورة كاثرين الثانية بقيادة ضابط البحرية جوزيف بيلينغز. قام سارتشيف على متن سفينة سلافا رسي (مجد روسيا) بوصف ورسم خريطة ساحل بحر أوخوتسك من أوخوتسك إلى ألدوما، والعديد من الجزر الأليوتية (خاصة أونالاسكا). كما وصف جزر بريبيلوف وجزيرة سانت ماثيو وجزيرة سانت لورانس وجزيرة غفوزديف وجزيرة كينغ. 
ومن عام 1802 إلى 1806 قاد الحملة الاستكشافية للمسح البحري في البلطيق. كما كان مسؤولا عن البحث للمسح البحري في روسيا منذ عام 1808.

## أماكن باسمه
سميت باسمه العديد من المواقع الجغرافية منها رأس ساريتشيف، قمة ساريتشيف، مضيق ساريتشيف، جزيرة ساريتشيف في ألاسكا، والذي أطلق تلك التسميات هو المستكشف الملازم أوتو فون كوتسبوي، والذي كان الماسح البحري العام لهيئة المسح البحري الروسي الإمبراطوري بين عامي 1827 و 1831.
كما سميت باسمه السفينة السوفييتية «غافريل ساريتشيف» .

## روابط خارجية
- غافريل ساريتشيف على موقع الموسوعة البريطانية (الإنجليزية)